# Víctor Genes
Víctor Genes   (Asunción, 29 de juny de 1961 - Asunción, 17 de març de 2019) va ser un futbolista paraguaià que jugava com a migcampista. Va jugar, al Paraguai, amb el Cerro Porteño. Va ser directiu de futbol del Paraguai del 2013 al 2014.
Va jugar a futbol sala amb el Club 16 de Agosto de Luque, Sportivo Luqueño, Club Libertad, Club Sol de América, Aquidabán, Club Guaraní, Cerro Porteño i Club River Plate. Va debutar a la selecció de futbol del Paraguai el 14 de juny de 1991 en un partit de Copa Paz de Chico contra Bolívia (0-1 victòria). Va obtenir un total de tres títols internacionals, sense marcar gols per al conjunt nacional.
Després de retirar-se com a jugador, Genes es va convertir en entrenador de futbol. Va dirigir la selecció nacional de futbol de Paraguai durant la Copa Carlsberg del 2001.Va dirigir el Club Libertad al títol de Paraguai Primera Divisió 2003, abans de traslladar-se a l'Equador per gestionar el Club Social i el Deportivo Macará. També va gestionar José Gálvez FBC al Perú.